# Violences racistes de Torre-Pacheco
 (juillet 2025).
Les violences racistes de Torre-Pacheco se déroulent du 11 au 14 juillet 2025.
Ces troubles font suite à l'agression présumée d'un retraité de 68 ans le 9 juillet par trois marocains. L'incident est rapidement instrumentalisé par l'extrême droite à travers la diffusion de fausses informations sur les réseaux sociaux.
Les affrontements opposent principalement des travailleurs agricoles d'origine marocaine résidant dans la ville à des groupes d'extrême droite venus de l'extérieur pour organiser une « chasse aux migrants ». Les violences durent quatre nuits, causent 13 interpellations et trois placements en détention provisoire, avant que le déploiement de 120 gardes civils ne rétablisse l'ordre.
À la suite de ces violences, le gouvernement espagnol annonce le renforcement des unités policières spécialisées dans la lutte contre l'incitation à la haine raciale.

## Élément déclencheur
En juillet 2025, Torre-Pacheco (région de Murcie) connaît plusieurs nuits consécutives d'émeutes racistes faisant suite à l'agression présumée d'un retraité de 68 ans le 9 juillet, par trois marocains.
L'un des agresseurs présumés du retraité, un homme de 19 ans résidant à Barcelone, est arrêté le 15 juillet au Pays basque alors qu'il tentait de fuir vers la France. Deux autres suspects d'origine nord-africaine sont arrêtés.
L'agression présumée est rapidement instrumentalisée par l'extrême droite à travers la diffusion de fausses informations sur les réseaux sociaux. Des vidéos mensongères et les données personnelles de faux suspects ont circulé, notamment relayées par l'eurodéputé d'extrême droite Alvise Pérez et le groupuscule Deport Them Now.

## Violences
Les troubles débutent le 11 juillet après qu'un rassemblement initialement pacifique dégénère, nécessitant l'intervention de la police antiémeute de Valence. La seconde nuit fait cinq blessés et plusieurs interpellations.
Les affrontements opposent des habitants de la ville, majoritairement des travailleurs agricoles d'origine marocaine, à des groupes d'extrême droite venus de l'extérieur pour organiser une « chasse aux migrants »,. Des groupes armés de battes et casqués organisent des descentes dans le quartier de San Antonio. Un dirigeant de restaurant d'origine marocaine est agressé par une cinquantaine de personnes, armées de battes de baseball et de spray au poivre.
Les affrontements durent quatre nuits et causent 13 interpellations et trois placements en détention provisoire, avant que le déploiement de 120 gardes civils ne rétablisse l'ordre.
Le Temps fait un parallèle entre ces violences et les émeutes d'El Ejido (es) en 2000, déclenchées à la suite de l'assassinat de trois personnes par des immigrés marocains.

## Conséquences
À la suite des violences, Cristian L. F, meneur de Deport Them Now, est interpellé, et le ministre de l'Intérieur Fernando Grande-Marlaska annonce le renforcement des unités policières spécialisées dans la lutte contre l'incitation à la haine raciale.

## Réactions
Fernando Grande-Marlaska attribue la responsabilité des violences aux groupes d'extrême droite, dont le parti Vox.
Vox, par la voix de son responsable régional José Ángel Antelo (es) présent lors d'une manifestation, lie immigration et insécurité, déclarant vouloir « tous les expulser ». Cela vaut à Antelo de faire l'objet d'une enquête pour délit de haine. Le dirigeant national de Vox, Santiago Abascal, attribue également la responsabilité de l'agression ayant précédé les troubles aux politiques migratoires.